# Denys Finch Hatton
Denys George Finch Hatton est né le 24 avril 1887 à Londres en Angleterre et mort le 14 mai 1931 à Voi au Kenya. C'était un aristocrate britannique, guide de safari, amant de la baronne Karen Blixen, une noble danoise qui a écrit à son sujet dans son roman autobiographique La Ferme africaine, publié en 1937. Dans le livre, son nom est orthographié avec un trait d'union : « Finch-Hatton ». Dans le film  Out of Africa, son rôle est interprété par Robert Redford.

## Biographie

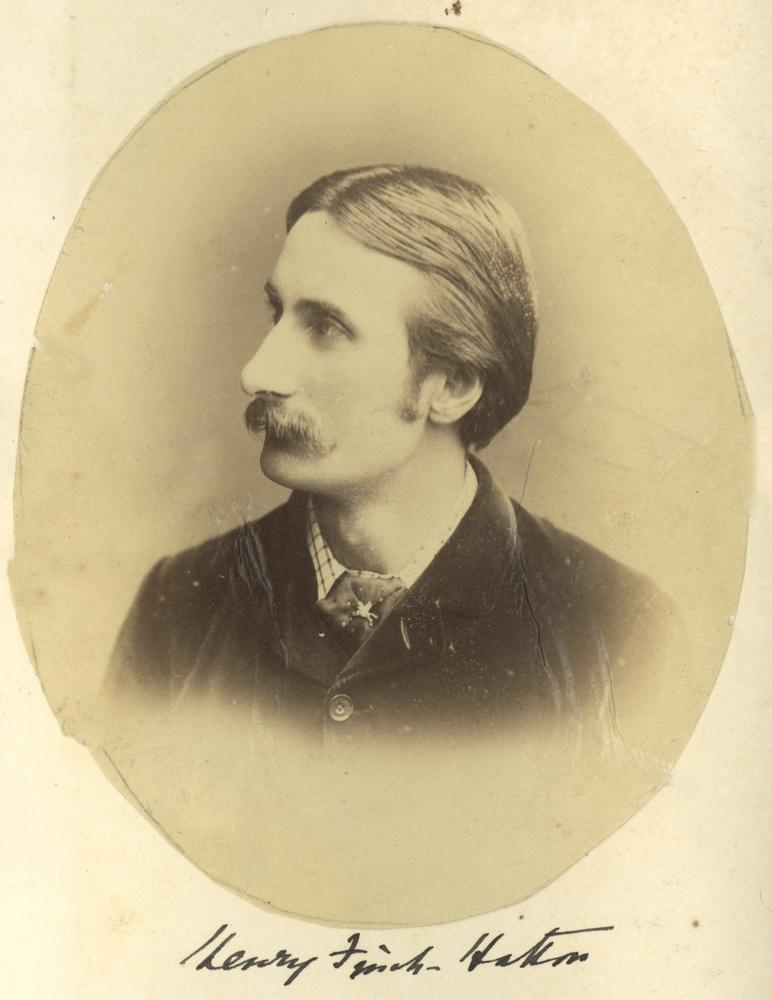
Henry Finch-Hatton (1852-1927) le père de Denys.

Denys Finch Hatton est le second fils d'Henry Finch-Hatton (13e comte de Winchilsea). Il voyage en Afrique du Sud à partir de 1910. En 1912, il crée en association des magasins (dukkas). Il devient également propriétaire de terres et de bétail. Il rencontre Karen Blixen le 5 avril 1918 lors d'un dîner à Nairobi, puis lors d'une chasse organisée chez les Blixen en février 1919 et Karen tombe amoureuse. Denys Finch Hatton s'installe à la ferme de Karen Blixen, séparée de son mari ; il se sert de la ferme comme base lorsqu'il organise des safaris, notamment en 1928 pour la visite officielle du prince de Galles, futur Édouard VIII au Kenya. En 1919, Finch Hatton obtient son brevet de pilote.

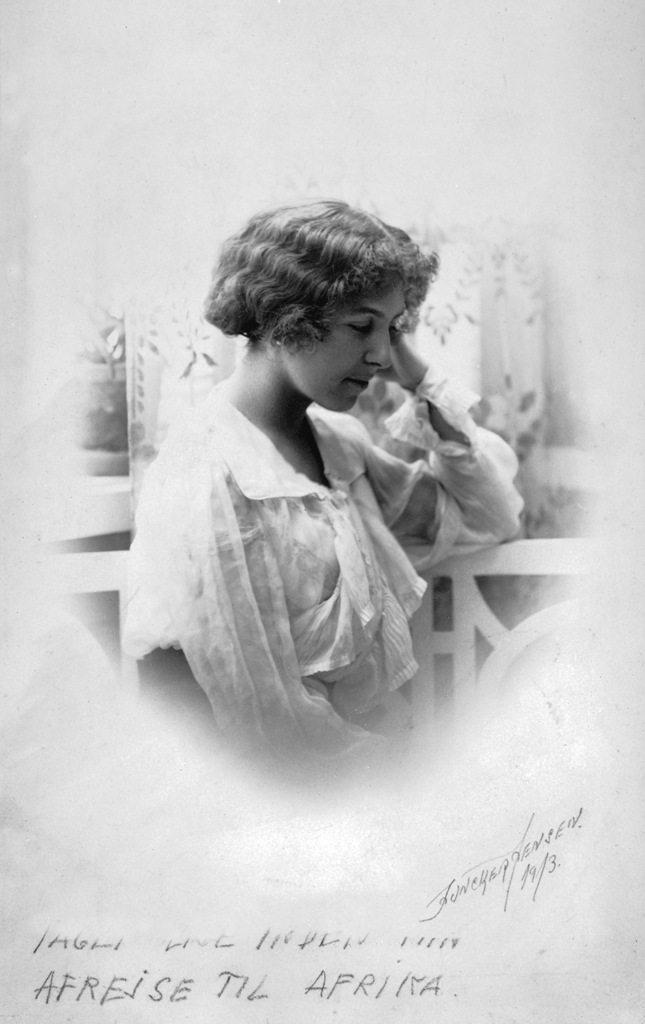
Karen Blixen, 1913.

Les relations avec Karen se tendent après que celle-ci a rencontré la famille Finch Hatton en Angleterre. Les demandes d'aide financière de Karen Blixen sont reçues sèchement.

En 1930, Denys Finch Hatton organise le deuxième safari du prince de Galles avec l'aide du Baron Bror von Blixen-Finecke, le mari de Karen. Karen est mise à l'écart de cet épisode. Denys Finch Hatton lui consent une aide financière de 400 livres contre meubles et argenterie en gage. En 1931, Denys Finch Hatton tombe amoureux de Beryl Markham, avec laquelle il s'installe à M'Bagathi. Il se détourne de la chasse au profit de safaris photos. 

Il s'écrase le 14 mai 1931 à bord de son avion personnel  Moth près de  Voi accompagné de son cuisinier qui meurt avec lui. 
Karen Blixen évoque le lieu où il sera enterré à 8 km environ de Nairobi.
Je me suis rappelé que Denys  avait exprimé le souhait  d'être enterré dans les Ngong Hills...

Il y avait un endroit dans les montagnes, sur les premiers contreforts de la réserve, que j’avais montré à Denys. À l'époque où je croyais finir mes jours en Afrique, je lui avais indiqué  que je souhaitais être enterrée là. Le soir, tandis que nous contemplions les montagnes de ma maison, il avait dit qu'il aimerait y être enterré également. Par la suite lorsque nous roulions dans les montagnes, Denys avait dit quelques fois :"Allons donc jusqu'à nos tombes.

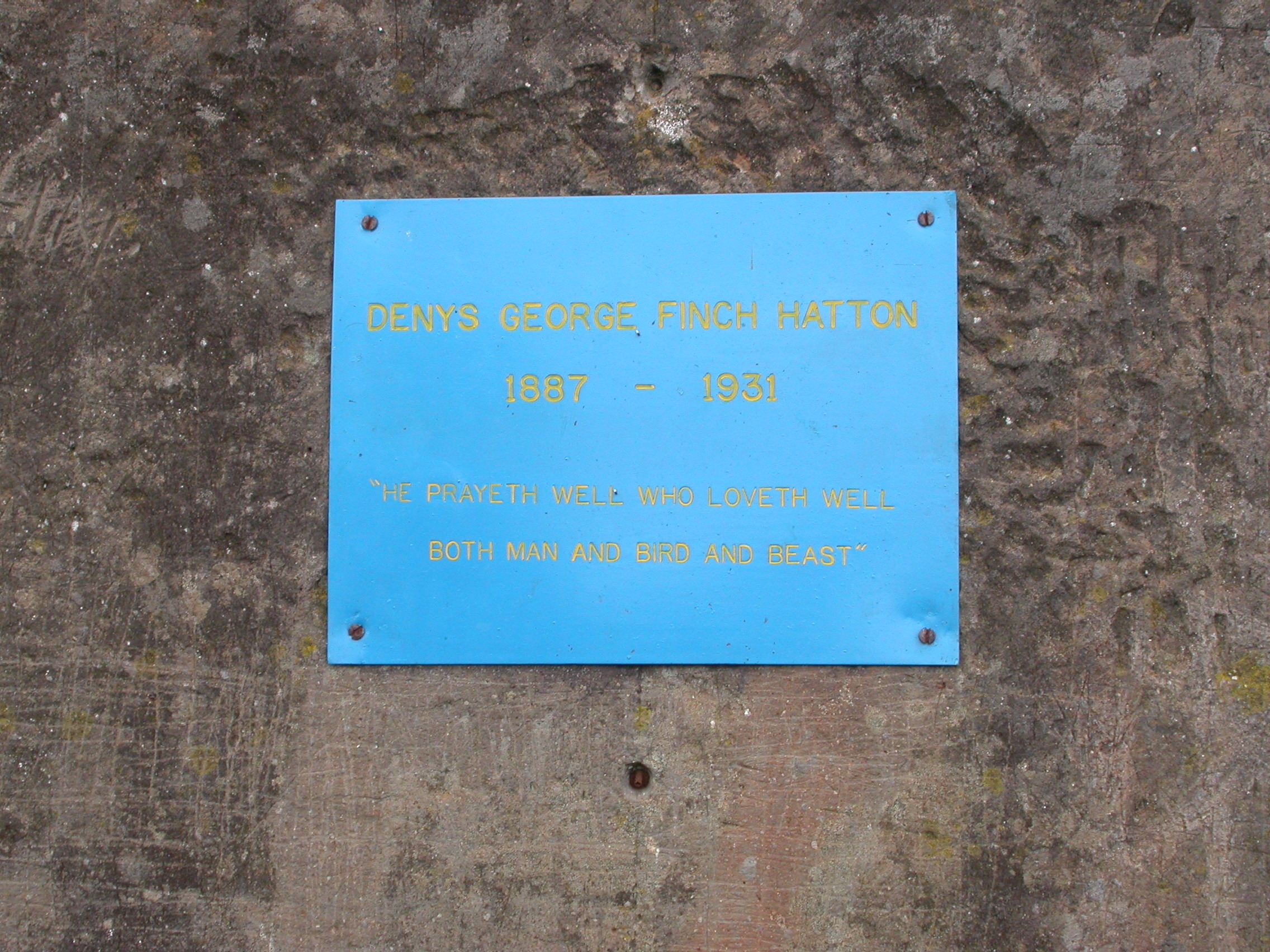
La plaque posée sur la tombe de Denys Finch Hatton.

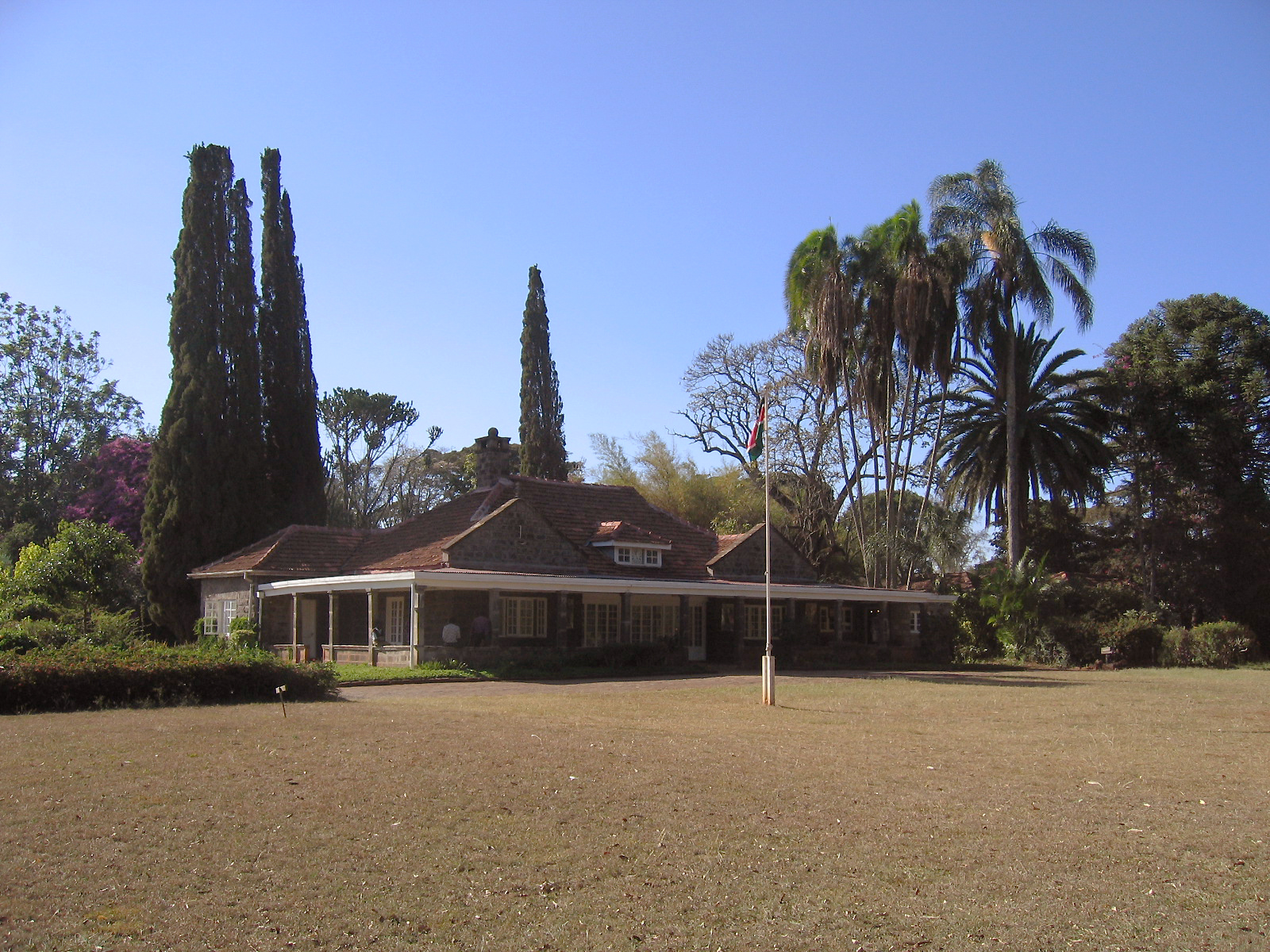
La maison de Karen Blixen (maintenant musée).

## Postérité
- En 1985  Robert Redford incarne Denys Finch Hatton dans le film Out of Africa.
- En 1998 une marque de mode allemande Fynch-Hatton est créée. Son logo est l'acacia parasol africain.